# Die Pfingstorgel (1938)
Die Pfingstorgel ist ein deutscher Heimatfilm aus dem Jahr 1938, der unter der Regie von Franz Seitz senior entstand. Der Spielfilm basiert auf einem Volksstück von Alois Johannes Lippl. Die Hauptrollen verkörperten Maria Andergast und Hannes Stelzer.

## Handlung
Im Dorf Rott steht eigentlich die 300-Jahr-Feier bevor. Aber die geizigen „Rotter“ beschließen unter Führung des Bürgermeisters Zirngibl dieses Jubiläum aus Kostengründen nicht zu begehen. Die Bewohner des gegnerischen Nachbarortes Straßlach missbilligen die Entscheidung ob des Geizes, zumal auch die Kirche des Ortes Rott nicht einmal mit einer Orgel ausgestattet ist.
Der gerade in der Nähe gastierende Wanderzirkus von Frau Brommel hatte eigentlich vor, die 300-Jahr-Feier zum Anlass für einige Aufführungen zu nehmen. Unter den Musikern befindet auch der Trompeter Peter Kammreiter und sein Vater Mathias. Peter hatte sich im Vorjahr bei einem Gastspiel in Rott in die Tochter Gertrud von Bürgermeister Zirngibl verliebt.
Peter und weitere Musiker des Wanderzirkus werben in Rott von Haus zu Haus für die geplanten Aufführungen. Hierbei sieht er zufällig Gertrud wieder. Beide beschließen für immer zusammen zu bleiben und zu heiraten. Während einer Hochzeitsfeier, bei der die Musiker des Wanderzirkus aufspielen, kommt es zu einer Begegnung von Peter und Gertrud mit Zirngibl, der der Verbindung zwischen seiner Tochter mit Peter völlig ablehnend gegenüber steht.
Zwischenzeitlich hat sich Mathias Kammreiter gegenüber seinem Sohn Peter zur Familiengeschichte der Kammreiters offenbart. Mathias Kammreiter war als Erstgeborener ursprünglich der Erbe eines großen und stattlichen Hofes in Rott. Durch eine Intrige des Vaters von Mathias und seinem Bruder Emmeran musste er aber den Hof verlassen und Emmeran, Peters Onkel, erbte in der Folge den gesamten Hof.
Als Peter später offiziell bei dem Bürgermeister um die Hand seiner Tochter anhält, wird Zirnbigl handgreiflich und verweist Peter von seinem Hof. Peter und Gertrud suchen daraufhin die Unterstützung des Pfarrers von Rott. Er soll nochmals bei Bürgermeister Zirngibl in ihrem Sinne vorsprechen. Dieser versteigt sich aber auf Drängen des Pfarrers zu der Bedingung, dass wenn bis Pfingsten die Pfarrkirche eine Orgel bekäme, er der Verbindung zwischen seiner Tochter und Peter seine Zustimmung geben würde.
Die Mitglieder des Wanderzirkus, die ihren Trompeter Peter unterstützen wollen, starten intern eine Sammelaktion um das notwendige Geld für die Orgel zusammenzubekommen. Leider reichen die finanziellen Mittel nicht aus. Onkel Emmeran Kammreiter hat sich hingegen, auch auf Drängen seiner Wirtschafterin Appolonia, entschieden die fehlenden Mittel zur Finanzierung der Orgel aufzubringen.
Am Ende kann die 300-Jahr-Feier der Gemeinde Rott zu Pfingsten stattfinden und Bürgermeister Zirngibl führt seine Tochter Gertrud und Peter zum Traualtar, während die neue Orgel festlich erklingt.

## Produktionsnotizen
Die Dreharbeiten zu Die Pfingstorgel fanden von August 1938 bis September 1938 in der Umgebung von Bad Tölz (Wackersberg und Höfen) und Berchtesgaden (Hintersee) statt. Die Uraufführung von Die Pfingstorgel war am 28. November 1938 in Wien. In Berlin wurde der Film erstmals am 9. Mai 1939 im Union Theater Friedrichstraße gezeigt. Am 18. November 1938 erteilte die nationalsozialistische Filmprüfstelle für den Film die Freigabe „Jugendfrei“.
Die Bauten stammen von den Filmarchitekten und Szenenbildnern Max Seefelder  und Karl-Albert Lange. Als Regieassistent und Schnittmeister ist Franz Schröder in den Quellen verzeichnet. Die Musik des Films komponierte Willy Richartz und die Herstellungsleitung bei dieser Produktion lag bei Hanns Otto.
Offenbar wurde eigens für den Film von der Firma Nenninger in München eine Orgel gebaut, welche in der Schlussszene in der Kirche zu sehen ist und gespielt wird. Sie wurde 1939 in die Kirche St. Franziskus in Augsburg-Firnhaberau übertragen (wo sie nicht erhalten ist).

## Rezeption
„Ein Jahrmarktsmusikant will die Tochter des reichsten Bauern heiraten. Der ist dagegen. Der Dorfpfarrer listet dem Geizkragen das Versprechen der Zustimmung ab, wenn ohne Zutun der Gemeinde zu Pfingsten die langersehnte Orgel in der Kirche stehe… Humorvolle Komödie.“

„Angestaubte Vorkriegsunterhaltung“

„Die 300-Jahr-Feier des Dorfes Rott nutzt ein Wanderzirkus für ein Gastspiel. Mit dem Zirkus kommt auch der Musikant Peter ins Dorf, der sich bereits im Jahr zuvor in Gertrud, die Tochter des Bürgermeisters Zirngibl, verliebt hatte. Doch für Zirngibl kommt der mittellose Musiker als Schwiegersohn nicht in Frage.“